# FUT7
Fukoziltransferaza 7 je enzim koji je kod ljudi kodiran genom FUT7.

## Funkcija
Sijalil Luis x oligosaharidna determinanta je suštinska komponenta leukocitnih kontrareceptora za adhezije leukocita posredovana E-selektinom (MIM 131210) i P-selektinom (MIM 173610). Ovaj molekul oligosaharida se prikazuje na površinama granulocita, monocita i prirodnih ćelija ubica. Formiranje adhezije leukocita za ove selektine je rani i važan korak u procesu koji na kraju omogućava leukocitima da napuste vaskularno stablo i postanu regrutovani u limfoidna tkiva i mesta upale.

## Literatura
- Natsuka S, Gersten KM, Zenita K, Kannagi R, Lowe JB (август 1994). „Molecular cloning of a cDNA encoding a novel human leukocyte alpha-1,3-fucosyltransferase capable of synthesizing the sialyl Lewis x determinant”. The Journal of Biological Chemistry. 269 (32): 20806. PMID 8051184. doi:10.1016/S0021-9258(17)32066-5 .
- Smith PL, Gersten KM, Petryniak B, Kelly RJ, Rogers C, Natsuka Y, Alford JA, Scheidegger EP, Natsuka S, Lowe JB (април 1996). „Expression of the alpha(1,3)fucosyltransferase Fuc-TVII in lymphoid aggregate high endothelial venules correlates with expression of L-selectin ligands”. The Journal of Biological Chemistry. 271 (14): 8250—9. PMID 8626519. doi:10.1074/jbc.271.14.8250 .
- Le Marer N, Palcic MM, Clarke JL, Davies D, Skacel PO (април 1997). „Developmental regulation of alpha 1,3-fucosyltransferase expression in CD34 positive progenitors and maturing myeloid cells isolated from normal human bone marrow”. Glycobiology. 7 (3): 357—65. PMID 9147044. doi:10.1093/glycob/7.3.357 .
- Mas E, Pasqualini E, Caillol N, El Battari A, Crotte C, Lombardo D, Sadoulet MO (јун 1998). „Fucosyltransferase activities in human pancreatic tissue: comparative study between cancer tissues and established tumoral cell lines”. Glycobiology. 8 (6): 605—13. PMID 9592127. doi:10.1093/glycob/8.6.605 .
- Bengtson P, Larson C, Lundblad A, Larson G, Påhlsson P (август 2001). „Identification of a missense mutation (G329A;Arg(110)--> GLN) in the human FUT7 gene”. The Journal of Biological Chemistry. 276 (34): 31575—82. PMID 11404359. doi:10.1074/jbc.M104165200 .
- de Vries T, Yen TY, Joshi RK, Storm J, van Den Eijnden DH, Knegtel RM, Bunschoten H, Joziasse DH, Macher BA (мај 2001). „Neighboring cysteine residues in human fucosyltransferase VII are engaged in disulfide bridges, forming small loop structures”. Glycobiology. 11 (5): 423—32. PMID 11425803. doi:10.1093/glycob/11.5.423 .
- Roos C, Kolmer M, Mattila P, Renkonen R (фебруар 2002). „Composition of Drosophila melanogaster proteome involved in fucosylated glycan metabolism”. The Journal of Biological Chemistry. 277 (5): 3168—75. PMID 11698403. doi:10.1074/jbc.M107927200 .
- Zerfaoui M, Fukuda M, Langlet C, Mathieu S, Suzuki M, Lombardo D, El-Battari A (јануар 2002). „The cytosolic and transmembrane domains of the beta 1,6 N-acetylglucosaminyltransferase (C2GnT) function as a cis to medial/Golgi-targeting determinant”. Glycobiology. 12 (1): 15—24. PMID 11825883. doi:10.1093/glycob/12.1.15 .
- Hiraiwa N, Yabuta T, Yoritomi K, Hiraiwa M, Tanaka Y, Suzuki T, Yoshida M, Kannagi R (мај 2003). „Transactivation of the fucosyltransferase VII gene by human T-cell leukemia virus type 1 Tax through a variant cAMP-responsive element”. Blood. 101 (9): 3615—21. PMID 12506041. doi:10.1182/blood-2002-07-2301 .
- Zisoulis DG, Kansas GS (септембар 2004). „H-Ras and phosphoinositide 3-kinase cooperate to induce alpha(1,3)-fucosyltransferase VII expression in Jurkat T cells”. The Journal of Biological Chemistry. 279 (38): 39495—504. PMID 15262995. doi:10.1074/jbc.M407904200 .
- Miyashiro M, Furuya S, Fujishige K, Sugita T (новембар 2004). „Highly sensitive cell-based assay system to monitor the sialyl Lewis X biosynthesis mediated by alpha1-3 fucosyltransferase-VII”. Biochemical and Biophysical Research Communications. 324 (1): 98—107. PMID 15464988. doi:10.1016/j.bbrc.2004.09.025.
- Martinez M, Joffraud M, Giraud S, Baïsse B, Bernimoulin MP, Schapira M, Spertini O (фебруар 2005). „Regulation of PSGL-1 interactions with L-selectin, P-selectin, and E-selectin: role of human fucosyltransferase-IV and -VII”. The Journal of Biological Chemistry. 280 (7): 5378—90. PMID 15579466. doi:10.1074/jbc.M410899200 .
- Prorok-Hamon M, Notel F, Mathieu S, Langlet C, Fukuda M, El-Battari A (новембар 2005). „N-glycans of core2 beta(1,6)-N-acetylglucosaminyltransferase-I (C2GnT-I) but not those of alpha(1,3)-fucosyltransferase-VII (FucT-VII) are required for the synthesis of functional P-selectin glycoprotein ligand-1 (PSGL-1): effects on P-, L- and E-selectin binding”. The Biochemical Journal. 391 (Pt 3): 491—502. PMC 1276950 . PMID 15926890. doi:10.1042/BJ20050344.
- Brown V, Brown RA, Ozinsky A, Hesselberth JR, Fields S (март 2006). „Binding specificity of Toll-like receptor cytoplasmic domains”. European Journal of Immunology. 36 (3): 742—53. PMC 2762736 . PMID 16482509. doi:10.1002/eji.200535158.
- Wang QY, Zhang Y, Chen HJ, Shen ZH, Chen HL (јануар 2007). „Alpha 1,3-fucosyltransferase-VII regulates the signaling molecules of the insulin receptor pathway”. The FEBS Journal. 274 (2): 526—38. PMID 17229154. S2CID 25250189. doi:10.1111/j.1742-4658.2006.05599.x .